# Live at the One Love Peace Concert
Albums par
Live at the One Love Peace Concert est un album sur lequel est enregistré le concert de Peter Tosh au One Love Peace Concert le 22 avril 1978 à Kingston en Jamaïque.

## Liste des chansons
1. Igziabeher (Let Jah Be Praised) (Tosh) - 4 min 21 s
2. 400 Years  (Marley, Tosh) - 6 min 2 s
3. Stepping Razor  (Higgs, Tosh) - 3 min 44 s
4. Intro Rap - 40 s
5. Burial/Speech (Tosh) - 12 min 17 s
6. Equal Rights  (Tosh) - 7 min 08 s
7. Speech - 7 min 20 s
8. Legalize It/Get up Stand Up - 22 min 36 s